# 루카스필름
루카스필름(Lucasfilm)은 1971년 헐리우드의 저명한 영화 감독인 조지 루카스가 설립한 미국의 영화 & TV 제작사이다. 캘리포니아주 샌프란시스코에 본사를 두고 있으며, Letterman Digital Arts Center에 기반을 두고 운영하고 있다. 2012년, 월트 디즈니 컴퍼니에 인수되었으며, 주요 작품으로는 스타워즈, 인디아나 존스가 있다.

## 주요 작품 목록
| 년도   | 영화                                   | 감독                 | 스토리                                                            | 각본                                                              | 배급사                             |
| ------ | -------------------------------------- | -------------------- | ----------------------------------------------------------------- | ----------------------------------------------------------------- | ---------------------------------- |
| 1973년 | 청춘 낙서                              | 조지 루카스          | 조지 루카스, 글로리아 카츠, 윌라드 휴익                           | 조지 루카스, 글로리아 카츠, 윌라드 휴익                           | 유니버설 픽처스                    |
| 1977년 | 스타 워즈 에피소드 4: 새로운 희망      | 조지 루카스          | 조지 루카스                                                       | 조지 루카스                                                       | 20세기 폭스                        |
| 1979년 | 청춘 낙서 2                            | 빌 L. 노튼           | 빌 L. 노튼                                                        | 빌 L. 노튼                                                        | 유니버설 픽처스                    |
| 1980년 | 스타 워즈 에피소드 5: 제국의 역습      | 어빈 커슈너          | 조지 루카스                                                       | 조지 루카스, 리 브래킷, 로런스 캐즈던                             | 20세기 폭스                        |
| 1981년 | 인디아나 존스: 잃어버린 성궤를 찾아서  | 스티븐 스필버그      | 조지 루카스, 필립 카우프만                                        | 로런스 캐즈던                                                     | 파라마운트 픽쳐스                  |
| 1983년 | 스타 워즈 에피소드 6: 제다이의 귀환    | 리처드 마퀀드        | 조지 루카스                                                       | 조지 루카스, 로런스 캐즈던                                        | 20세기 폭스                        |
| 1983년 | 트와이스 어폰 어 타임                  | 존 코티, 찰스 스웬슨 | 존 코티, Bill Couturié, Suella Kennedy                            | 존 코티, 찰스 스웬슨, Suella Kennedy, Bill Couturié               | 워너 브라더스                      |
| 1984년 | 인디아나 존스: 미궁의 사원             | 스티븐 스필버그      | 조지 루카스                                                       | 윌라드 휴익, 글로리아 카츠                                        | 파라마운트 픽쳐스                  |
| 1985년 | 정글의 반란                            | 하스켈 웩슬러        | 하스켈 웩슬러                                                     | 하스켈 웩슬러                                                     | Cinecom Pictures                   |
| 1985년 | 미시마: 그의 인생                      | 폴 슈레이더          | 레오나르드 슈레이더, 폴 슈레이더, 치에코 슈레이더                 | 레오나르드 슈레이더, 폴 슈레이더, 치에코 슈레이더                 | 워너 브라더스                      |
| 1986년 | 사라의 미로여행                        | 짐 헨슨              | 데니스 리, 짐 헨슨                                                | 테리 존스                                                         | 트라이스타 픽처스                  |
| 1986년 | 하워드 덕                              | 윌라드 휴익          | 윌라드 휴익, 글로리아 카츠                                        | 윌라드 휴익, 글로리아 카츠                                        | 유니버설 픽처스                    |
| 1988년 | 윌로우                                 | 론 하워드            | 조지 루카스                                                       | 밥 돌만                                                           | 메트로 골드윈 메이어               |
| 1988년 | 터커                                   | 프랜시스 포드 코폴라 | 아놀드 슐만, 데이비드 세이들러                                    | 아놀드 슐만, 데이비드 세이들러                                    | 파라마운트 픽쳐스                  |
| 1988년 | 공룡시대                               | 돈 블루스            | 주디 프루드버그, 토니 가이스                                      | 스터 크리거                                                       | 유니버설 픽처스                    |
| 1989년 | 인디아나 존스: 최후의 성전             | 스티븐 스필버그      | 조지 루카스, 메노 메이예스                                        | 제프리 보엄                                                       | 파라마운트 픽쳐스                  |
| 1994년 | 방송국 사고 파티                       | 멜 스미스            | 조지 루카스                                                       | 윌라드 휴익, 글로리아 카츠, 제프 레노, 론 오스본                  | 유니버설 픽처스                    |
| 1999년 | 스타 워즈 에피소드 1: 보이지 않는 위험 | 조지 루카스          | 조지 루카스                                                       | 조지 루카스                                                       | 20세기 폭스                        |
| 2002년 | 스타 워즈 에피소드 2: 클론의 습격      | 조지 루카스          | 조지 루카스                                                       | 조지 루카스, 조너선 헤일즈                                        | 20세기 폭스                        |
| 2005년 | 스타 워즈 에피소드 3: 시스의 복수      | 조지 루카스          | 조지 루카스                                                       | 조지 루카스                                                       | 20세기 폭스                        |
| 2008년 | 인디아나 존스: 크리스탈 해골의 왕국    | 스티븐 스필버그      | 조지 루카스 제프 네이선슨                                         | 데이비드 켑                                                       | 파라마운트 픽쳐스                  |
| 2008년 | 스타 워즈: 클론 전쟁                   | 데이브 필로니        | 조지 루카스                                                       | 헨리 길로이, 스티븐 멜칭, 스콧 머피                               | 워너 브라더스                      |
| 2012년 | 레드 테일스                            | 안소니 헤밍웨이      | 조지 루카스, 존 리들리                                            | 존 리들리, Aaron McGruder                                         | 20세기 폭스                        |
| 2015년 | 스트레인지 매직                        | 게리 리드스트롬      | 조지 루카스                                                       | 데이비드 베렌바움, 아이린 메치, 게리 리드스트롬                   | 월트 디즈니 스튜디오스 모션 픽처스 |
| 2015년 | 스타 워즈 에피소드 7: 깨어난 포스      | J. J. 에이브럼스     | 로런스 캐즈던, J. J. 에이브럼스, 마이클 아른트                    | 로런스 캐즈던, J. J. 에이브럼스, 마이클 아른트                    | 월트 디즈니 스튜디오스 모션 픽처스 |
| 2016년 | 로그 원: 스타워즈 스토리               | 개러스 에드워즈      | 존 놀, Gary Whitta                                                | 크리스 와이츠, 토니 길로이                                        | 월트 디즈니 스튜디오스 모션 픽처스 |
| 2017년 | 스타워즈: 라스트 제다이                | 라이언 존슨          | 라이언 존슨                                                       | 라이언 존슨                                                       | 월트 디즈니 스튜디오스 모션 픽처스 |
| 2018년 | 솔로: 스타워즈 스토리                  | 론 하워드            | 로런스 캐즈던, 존 카스단                                          | 로런스 캐즈던, 존 카스단                                          | 월트 디즈니 스튜디오스 모션 픽처스 |
| 2019년 | 스타워즈: 라이즈 오브 스카이워커       | J.J. 에이브럼스      | J.J. 에이브럼스, 크리스 테리오                                    | J.J. 에이브럼스, 크리스 테리오                                    | 월트 디즈니 스튜디오스 모션 픽처스 |
| 2023년 | 인디아나 존스: 운명의 다이얼           | 제임스 맨골드        | 제임스 맨골드, 데이비드 코엡, 제즈 버터워스, and 존-헨리 버터워스 | 제임스 맨골드, 데이비드 코엡, 제즈 버터워스, and 존-헨리 버터워스 | 월트 디즈니 스튜디오스 모션 픽처스 |

### 제작 예정 영화
| 년도 | 영화 | 감독 | 스토리 | 각본 | 배급사 | 상태 |
| ---- | ---- | ---- | ------ | ---- | ------ | ---- |

### 텔레비전 시리즈
애니메이션
- 《스타워즈: 클론 전쟁》 (2008년 ~ 2020년)
- 《스타 워즈 반란군》 (2014년 ~ 현재)

## 자회사
- 인더스트리얼 라이트 & 매직(ILM) - 시각 효과
- 스카이워커 사운드 - 음향효과 및 후반 작업 소리 설계
- 루커스아츠 - 영상 및 컴퓨터 게임
- 루커스 라이선싱
  - 루커스 러닝
  - 루커스 북스
- 루커스필름 애니메이션 - 애니메이션
  - 루커스필름 애니메이션 싱가포르 - 애니메이션

### 과거의 자회사
- THX Ltd.
- 픽사 애니메이션 스튜디오
- 커너 옵티컬

## 같이 보기
- 루커스아츠

## 참조
1. ↑  http://fortune.com/2015/09/10/kathleen-kennedy-lucasfilm-star-wars/
2. ↑  “Disney to Acquire Lucasfilm Ltd.”. Yahoo!. 2012년 10월 30일. 2012년 10월 30일에 확인함.